# カイシャ

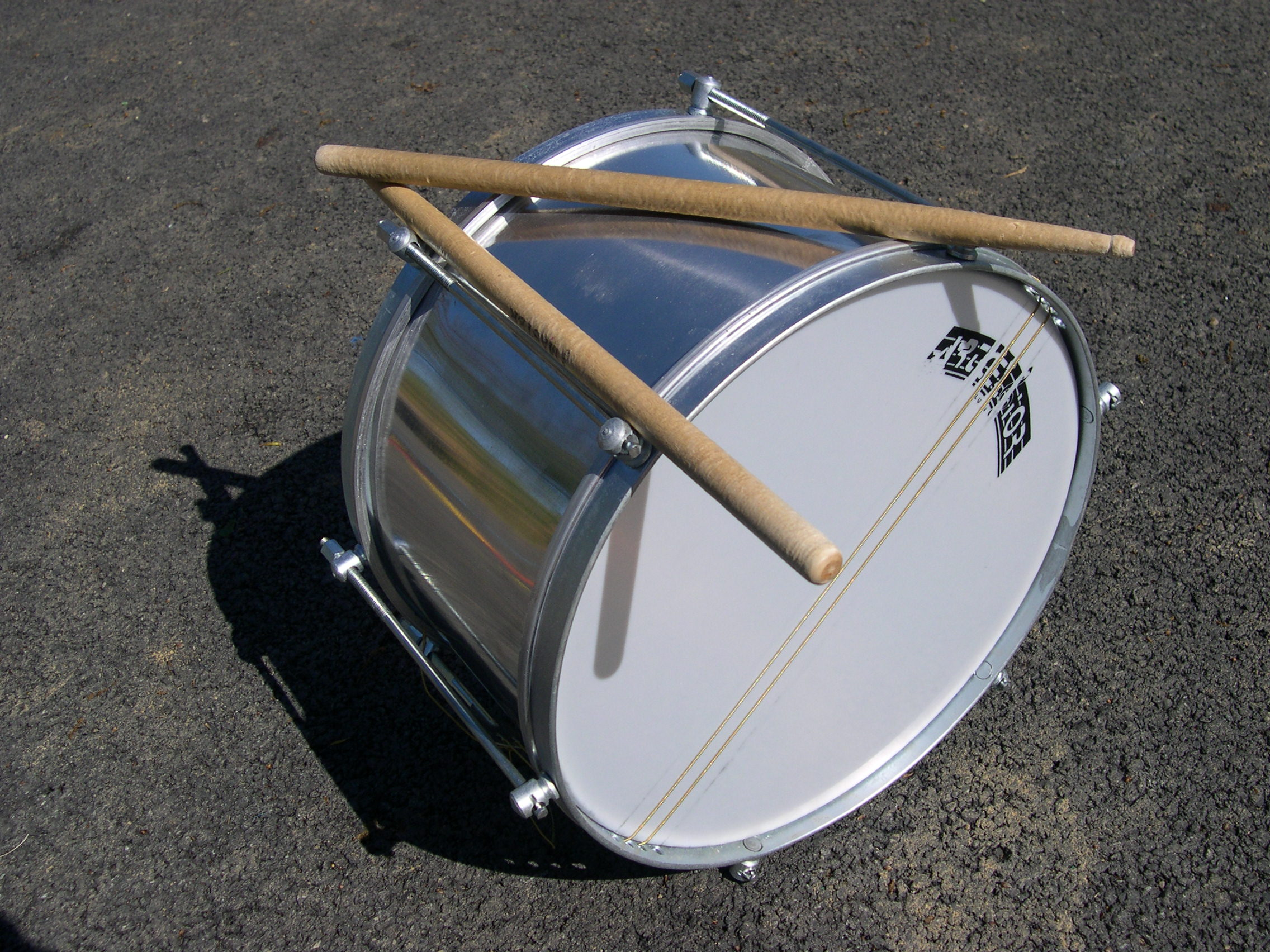
カイシャ

カイシャ（Caixa）は、ブラジルのパーカッションのひとつで、主にサンバで演奏される。ドラムセットのスネアに相当する。なおカイシャには、タロール（Tarol）やカイシャ・ジ・ゲーハ（Caixa de Guerra）、マラカシェッタ（Malacacheta）という種類があり、これらを総称したものをカイシャと呼んでいる。

## 形状・奏法
上下両面にナイロン製のヘッドを張り、響き線が取り付けてある。一般的には12〜14インチ程度の大きさである。一般的なスネアドラムよりも太い音色である。日本ではドラムスティックを使って叩く場合が多いが、ブラジルではカイシャ専用のバケッタ（バケタとも）を使って演奏する。
カイシャはもともとサンバの楽器ではなかった。カイシャがサンバに取り入れられた背景には二つの流れがある。一つは警察官や消防士、また軍隊などの人々が、楽隊で使っていたスネアドラムを借りてきてエスコーラ･ジ･サンバに持ち込んで使ったことである。このスネアドラムは頑丈であったが非常に高価だったので、購入することが出来ず楽隊から借りていたが、ずっと借りたままにもできなかった。
もう一つは、同じ頃にブラジル北東部からリオやサンパウロなどの都市部へ出稼ぎで来ていた人々が作った楽器である。北東部にはバンダ・ジ・ピファーノスやマラカトゥという地域特有の音楽で使われていたカイシャ・ジ・ペリカ（Caixa de Pelica, ペリカは皮の意）があった。北東部の人々は休日にはエスコーラ・ジ・サンバに参加していたが、楽器がなかったので簡単な材料を集めてきて出身地の楽器であるカイシャ・ジ・ペリカと似た楽器を製作して演奏した。しかし北東部の人たちが作ったカイシャは、粗悪な材質だったのですぐに壊れるという欠点があった。これを知った楽器製造者が、それぞれ2つの似た楽器を製造して安価で販売したことから、エスコーラ・ジ・サンバで広く使われることになった。
間もなくして、リオではスネアドラムに似たものをタロール、カイシャ・ジ・ペリカに似た楽器をカイシャ・ジ・ゲーハと呼ぶようになった。またカイシャ・ジ・ペリカが北東部の音楽であるマラカトゥで使われていたことから、サンパウロではマラカシェッタと呼ばれるようになったといわれる。当初は両面とも革ヘッドを張っていたが、1978年にスルド以外の打楽器であるタンボリンやヘピーキと同じくナイロン製のヘッドに張り変えられた。
一般的には、タラバルチで肩から吊るして打面を斜めに構え、長さ40cmで直径1.5cmの両端がややすぼまったカイシャ専用のバケッタで叩く。しかし時として、左肩に担いで叩くエン・シーマ（Em cima、上でを意味するポルトガル語）と呼ばれる変則的なスタイルもある。この場合は右手はカイシャ専用のバケッタ、左手はカイシャを支えながら叩くために、20〜30cmほどのやや短めのバケッタで添える程度に叩く。ちなみにこの変則的なスタイルは、警察に手配された容疑者が、年に一度のカルナヴァルには参加したいが捕まりたくないので、顔を隠しながらパレードで叩くために生まれたスタイルだとする説が存在する。

## 主要メーカー
- ARTCELSIOR（アルチセルシオール）
- CONTEMPORANEA（コンテンポラネア）
- RMV（エヒ・エミ・ヴェ、英語読みではアール・エム・ブイ）
- GOPE（ゴーピ）